# Cole Hauser
Cole Kenneth Hauser (* 22. března 1975 Santa Barbara) je americký filmový a televizní herec.

## Osobní život
Cole Hauser je synem Cass Warnerové, která založila filmovou produkční společnost Warner Sisters, a herce Wingse Hausera (* 1947). Jeho dědeček z otcovy strany byl oscarový scenárista Dwight Hauser. Když mu byly dva roky v roce 1977, tak se mu rozvedli rodiče. Poté žil se svou matkou a po letech se setkal i se svým otcem.
Svou kariéru začal v roce 1992.

### Filmografie
- School Ties – 1992
- Dazed and Confused – 1993
- Hartova válka – 2002
- The Family That Preys – 2008
- Rychle a zběsile 7 – 2015
- a další...